# Super Junior-M
Super Junior-M, a menudo denominada SJ-M, es la tercera subunidad de Super Junior. Formada en el 2008 en Seúl, Corea del Sur, es el primer grupo de música internacional en la industria musical china que tiene miembros tanto de ascendencia china como coreana. Su género es el mandopop.
El grupo originalmente estaba conformado por Hangeng , Donghae, Siwon, Ryeowook, Kyuhyun, y dos miembros exclusivos de la subunidad, Zhou Mi y Henry. En diciembre de 2009, Hangeng presentó una demanda en contra de SM Entertainment y abandonó el grupo, lo que dio como resultado una disolución temporal del grupo.
Hangeng fue reemplazado por los miembros de Super Junior Eunhyuk y Sungmin, coincidiendo con el lanzamiento de su segundo miniálbum Perfection en febrero del 2011. Desde que Han Geng dejó el grupo, los miembros consideran a Sungmin como el "líder", ya que es el mayor en la banda, sin embargo, su agencia SM Entertainment no ha publicado ninguna declaración acerca de la elección de un nuevo líder para el grupo.

## Origen del nombre
Antes de que el nombre oficial de la subunidad fuera revelado, ellos eran conocidos como "Super Junior China". El 3 de abril de 2008, SM Entertainment anunció el nombre oficial, Super Junior-M, la "M" del final representa la palabra "mandarín". La "M" también puede representar otros aspectos, como la primera letra de su álbum debut Me, y también "mi" (chino: 迷), pinyin para "carismático" y "fan", que se refiere a su deseo de estar más cerca con sus seguidores.

## Historia Musical

### 2007: Formación y controversias del "Only 13"
En octubre del 2007, SM Entertainment anunció que una nueva subunidad de Super Junior debutaría en China el 2008. Hangeng, miembro original de Super Junior, y el nuevo miembro Henry Lau, quien interpretó el solo de violín en la canción "Don't Don", fueron anunciados para ser los primeros dos de los siete miembros que conformarían la subunidad. Algunos miembros del club oficial de fanes de Super Junior, E.L.F, firmaron peticiones en línea y realizaron protestas para expresar su descontento y oposición a la adición de un decimocuarto miembro al grupo, por temor a que el nuevo miembro se uniera a la formación original y sustituyera a uno de los miembros. Muchos seguidores boicotearon los productos de Super Junior y realizaron protestas silenciosas en frente del edificio principal de SM Entertainment en Seúl, con carteles que tenían como eslogan "Only 13".

Más de mil aficionados aparecieron frente al edificio de SM Entertainment el 3 de noviembre de 2007, esta vez, en lugar de una protesta silenciosa, los aficionados entonaron varias canciones de Super Junior y gritaron "trece". Los Fanes adquirieron 58.206 acciones de SM Entertainment, cerca del 0,3% del total de acciones de la compañía. Además, lanzaron un comunicado a través de los medios de comunicación, diciendo que iban a realizar todas las acciones posibles para prevenir que SM Entertainment añada nuevos miembros al grupo y mantener a Super Junior solo con 13 integrantes. SM Entertainment anunció más tarde que no iban a añadir a los nuevos miembros de la subunidad al grupo principal.

### 2008 – 2009: Debut y éxito comercial
Desde el 4 de abril de 2008, los siete miembros de Super Junior-M se dieron a conocer individualmente a los medios de comunicación chinos a través de una serie de videos cortos. El primer miembro, Hangeng, fue anunciado para ser el líder de la subunidad el 4 de abril. El 5 de abril. Siwon y Donghae fueron anunciados para ser el segundo y tercer miembro. El 6 de abril, Kyuhyun fue anunciado para ser el cuarto miembro, seguido del nuevo miembro, Henry, como el quinto. Ryeowook y el otro nuevo miembro, Zhou Mi, fueron anunciados para ser los dos finales miembros de la subunidad el 7 de abril. El 8 de abril, un video teaser con los siete integrantes fue lanzado llegando a 1,4 millones de visitas en menos de cuatro días.

Super Junior-M debutó en Pekín el 8 de abril de 2008, en los 8th Annual Music Chart Awards, simultáneamente liberaron su primer video musical "U" en Sohu. Ellos lanzaron su álbum debut Me en algunas provincias de China el 23 de abril de 2008. Una versión coreana del álbum fue lanzada en Corea del Sur el 30 de abril de 2008. Una versión modificada del álbum fue lanzada en Hong Kong, Singapur y Taiwán el 2 de mayo de 2008. Aunque la mayoría de las canciones en el álbum son adaptaciones en mandarín de éxitos anteriores de Super Junior, el álbum tuvo críticas positivas. El cantante de cantopop, Hins Cheung, criticó favorablemente el álbum, diciendo que el álbum contiene "música de nivel internacional" y que el grupo es "vocalmente talentoso".

Un mes después de su debut, Super Junior-M ganó su primer premio como "El nuevo grupo más popular de Asia" en el 5th annual Music King Awards en Macao el 25 de mayo de 2008. Ellos recibieron otros tres premios ese año. El 27 y 28 de diciembre, Super Junior-M tuvieron su primer concierto en Hong Kong.

Siguiendo a su debut en abril de 2008, el grupo realizó algunas presentaciones exitosas como invitados en programas de variedades para promocionar el álbum. Ellos aparecieron en el primer episodio de la segunda temporada de Strictly Come Dancing de TVB en colaboración con HunanTV, haciendo que la audiencia incrementara 5,01%, ubicándose como el tercer programa más visto de toda China. Super Junior-M apareció en el talk show Behind Story, incrementando también su audiencia. El programa fue el más visto durante su franja horaria con un 4,05%. Separados en varios episodios semanales, el grupo apareció en el programa concurso Bravely Going Forward a inicios de agosto aumentando la sintonía. En agosto del 2008, Hangeng forma parte del elenco del drama televisivo Stage of Youth, drama dedicado a los Juegos Olímpicos de Beijing 2008. Hangeng interpreta a Xia Lei, un joven que aspira convertirse en un famoso bailarín. Los otros miembros de Super Junior-M realizaron un cameo al final del drama. 

En septiembre del 2009, Super Junior-M lanzó el miniálbum Super Girl, el 14 de septiembre se reveló el video musical para la canción principal "Super Girl" protagonizado por Jessica de Girls' Generation. 

El álbum les valió una nominación a "Mejor grupo vocal" en los 21st Golden Melody Awards, mientras que la canción principal "Super Girl" es considerada por los críticos como la canción más exitosa del grupo, ganando numerosos premios por su composición.

### 2010 - 2011: Demanda y cambio de integrantes
En diciembre del 2009, Hangeng presentó una demanda para terminar el contrato con SM Entertainment, alegando que las disposiciones del contrato eran ilegales, duras, y en contra de sus derechos. Super Junior-M inmediatamente canceló todas sus futuras actividades y presentaciones en China y Taiwán. Ellos regresaron a Corea del Sur para preparar el cuarto álbum de Super Junior. Sin embargo, Hangeng se quedó en China y bajo una nueva agencia lanzó su primer álbum como solista Geng Xin en julio de 2010. Aunque Super Junior-M se mantuvo como grupo inactivo desde 2010, ellos ganaron varios premios por su canción "Super Girl" en los China's 2010 MusicRadio TOP Awards, incluidos los de "Grupo más popular", "Mejor composición" y "Golden Melody Award (Top 15)".

En diciembre del 2010, El Tribunal Central de Seúl falló a favor de Hangeng. Sin embargo, SM Entertainment anunció que presentará un recurso de apelación para revertir la decisión. En septiembre del 2011, Hangeng y SM Entertainment llegaron a un mutuo acuerdo respecto al contrato, cerrando el caso.

En febrero del 2011, Super Junior-M reanuda sus actividades con dos nuevos miembros del grupo principal, Eunhyuk y Sungmin, lanzando su álbum Perfection. El video musical para "Perfection" fue revelado el 28 de febrero de 2011. El álbum debutó en el puesto 2 de los G-music chart de Taiwán, y permaneció en la lista por cuatro semanas. La versión repackaged del álbum fue lanzada el 29 de abril, debutando en el puesto 2 y permaneció en la lista por 10 semanas.

### 2012 - presente:Break Down
El 2 de octubre de 2012, el grupo reanuda sus actividades en China cuando se presentaron junto a Kim Jang-hoon y EXO-M en un concierto especial para conmemorar el 20.º aniversario de las relaciones diplomáticas entre China y Corea del Sur, organizado por Shanghái Media Group. Esto fue seguido de un comunicado oficial de SM Entertainment confirmando que el grupo está planeando su regreso con un nuevo álbum.

El 29 de diciembre de 2012, la página oficial en Facebook de SM Entertainment, lanzó una imagen sobre el regresó de Super Junior-M con la canción "Break Down". En el Jiangsu TV NYE Concert, ceremonia por fin de año del canal chino JSCB se mostró un video teaser de la canción.
"Break Down" pertenece a su segundo álbum de estudio, del mismo nombre, que fue lanzado el 7 de enero de 2013.

Break Down contiene 8 canciones, alguna de ellas han sido escritas por los miembros. El video musical fue lanzado en línea a través de Youtube y Yinyuetai el 7 de enero de 2013.

Así mismo, se lanzó la versión coreana del álbum el 31 de enero de 2013 y el grupo se presentó en los programas musicales de Corea del Sur durante una semana.

## Miembros
| Nombre artístico | Nombre artístico | Nombre de nacimiento | Nombre de nacimiento | Fecha de nacimiento                                                                | Lugar de nacimiento    | Posición                                                                |
| Romanización     | Hangul           | Romanización         | Hangul/Hanja         | Fecha de nacimiento                                                                | Lugar de nacimiento    | Posición                                                                |
| ---------------- | ---------------- | -------------------- | -------------------- | ---------------------------------------------------------------------------------- | ---------------------- | ----------------------------------------------------------------------- |
| Sungmin          | 성민             | Lee Sung Min         | 이성민               | 1 de enero de 1986 (39 años)                                                       | Ilsan, Corea del Sur   | Líder, vocalista y bailarín principal                                   |
| Eunhyuk          | 은혁             | Lee Hyukjae          | 이혁재               | 4 de abril de 1986 (39 años)                                                       | Seúl, Corea del Sur    | Rapero, vocalista ocasional, productor, coreógrafo y bailarín principal |
| Zhou Mi          | 조미             | Zhōu Mi              | 조미                 | 19 de abril de 1986 (39 años)                                                      | Wuhan, Hubei, China    | Vocalista, rapero ocasional, MC y bailarín                              |
| Siwon            | 시원             | Choi Si Won          | 최시원               | 7 de abril de 1986 (39 años), legalmente nacido el 10 de febrero de 1987 (38 años) | Seúl, Corea del Sur    | Vocalista principal, visual, imagen del grupo y bailarín principal      |
| Donghae          | 동해             | Lee Dong-hae         | 이동해               | 15 de octubre de 1986 (38 años)                                                    | Mokpo, Corea del Sur   | Vocalista, rapero ocasional, coreógrafo y bailarín principal            |
| Ryeowook         | 려욱             | Kim Ryeo Wook        | 김려욱               | 21 de junio de 1987 (38 años)                                                      | Incheon, Corea del Sur | Vocalista principal y bailarín                                          |
| Kyuhyun          | 규현             | Cho Kyu Hyun         | 조규현               | 3 de febrero de 1988 (37 años)                                                     | Seúl, Corea del Sur    | Vocalista principal, bailarín y maknae                                  |

| Nombre artístico | Nombre artístico | Nombre de nacimiento | Nombre de nacimiento | Fecha de nacimiento             | Lugar de nacimiento             | Posición                                                                                    |
| Romanización     | Hangul           | Romanización         | Hangul               | Fecha de nacimiento             | Lugar de nacimiento             | Posición                                                                                    |
| ---------------- | ---------------- | -------------------- | -------------------- | ------------------------------- | ------------------------------- | ------------------------------------------------------------------------------------------- |
| Han Geng         | 한겐             | Han Geng             | 한겐                 | 9 de febrero de 1984 (41 años)  | Mudanjiang, Heilongjiang, China | Exlíder, vocalista principal, compositor, rapero ocasional, coreógrafo y bailarín principal |
| Henry            | 헨리             | Henry Lau            | 헨리 라우            | 11 de octubre de 1989 (35 años) | Toronto, Canadá                 | Vocalista principal, rapero ocasional, bailarín principal y ex-maknae                       |

## Discografía
Más información: Discografía de Super Junior-M
Álbumes de estudio
- 2008: Me
- 2013: Break Down

Miniálbum / EP
- 2009: Super Girl
- 2011: Perfection
- 2013: swing

Banda sonora
- 2012: Extravagant Challenge

Videos musicales
Más información: Videografía de Super Junior-M

## Premios y nominaciones
| Año                                      | Premio                                         | Trabajo Nominado          | Resultado |
| ---------------------------------------- | ---------------------------------------------- | ------------------------- | --------- |
| Southeast Explosive Music Chart Awards   |                                                |                           |           |
| 2008                                     | Grupo más Popular                              | Super Junior-M            | Ganó      |
| China Tencent Stars Magnificent Ceremony |                                                |                           |           |
| 2008                                     | Mejor Grupo del Continente                     | Super Junior-M            | Ganó      |
| Music King Awards                        |                                                |                           |           |
| 2008                                     | Nuevo Grupo más Popular de Asia                | Super Junior-M            | Ganó      |
| CCTV-MTV Music Awards                    |                                                |                           |           |
| 2008                                     | Mejor Grupo del Continente                     | Super Junior-M            | Ganó      |
| CCTV 2008 Chinese Entertainment Awards   |                                                |                           |           |
| 2008                                     | Mejor Álbum del Continente                     | Me                        | Ganó      |
| 2008                                     | Grupo más Popular del Continente               | Super Junior-M            | Ganó      |
| China Digital Music Awards               |                                                |                           |           |
| 2009                                     | Grupo Extranjero con más Descargas             | Super Girl                | Ganó      |
| 21st Golden Melody Awards                |                                                |                           |           |
| 2010                                     | Mejor Grupo Vocal                              | Super Junior-M            | Nominado  |
| China Music Festival                     |                                                |                           |           |
| 2010                                     | Grupo más Popular                              | Super Junior-M            | Ganó      |
| 2010                                     | Golden Melody Award (Álbum)                    | Super Girl                | Ganó      |
| 2010                                     | Mejor Composición                              | Super Girl (Yoo Young Ji) | Ganó      |
| China MusicRadio Top Awards              |                                                |                           |           |
| 2010                                     | Grupo más Popular                              | Super Junior-M            | Ganó      |
| Global Chinese Golden Chart Awards       |                                                |                           |           |
| 2011                                     | Grupo más Popular del Año                      | Super Junior-M            | Ganó      |
| 2011                                     | Mejor Grupo Masculino                          | Super Junior-M            | Ganó      |
| Singapore Hit Awards                     |                                                |                           |           |
| 2011                                     | Mejor Grupo Masculino                          | Super Junior-M            | Ganó      |
| Singapore's 'e-Awards'                   |                                                |                           |           |
| 2012                                     | Grupo más Popular                              | Super Junior-M            | Ganó      |
| Taiwan HITO Music Awards                 |                                                |                           |           |
| 2012                                     | Grupo más Popular                              | Super Junior-M            | Ganó      |
| Yahoo! Asia Buzz Awards                  |                                                |                           |           |
| 2012                                     | Artista Top de Búsqueda por Internet en Taiwán | Super Junior-M            | Ganó      |

## Páginas Oficiales
- Página oficial de Super Junior Archivado el 8 de noviembre de 2017 en Wayback Machine.
- Página oficial de Super Junior M Archivado el 20 de abril de 2012 en Wayback Machine.
- Página oficial de SM Entertainment